# Le Magicien d'Oz (film, 1910)
Pour les articles homonymes, voir Le Magicien d'Oz (homonymie).
Le Magicien d'Oz (The Wonderful Wizard of Oz) est un court métrage muet américain  réalisé par Otis Turner et produit par Selig Polyscope Company, sorti en 1910.
C'est la première adaptation au cinéma du célèbre roman de Lyman Frank Baum Le Magicien d'Oz — tome 1 de la série le Magicien d'Oz — publié aux États-Unis en 1900 aux éditions George M. Hill Company, avec des illustrations de William Wallace Denslow.

## Fiche technique
- Réalisation : Otis Turner
- Scénario : Otis Turner, d'après Le Magicien d'Oz de Lyman Frank Baum
- Producteur : William Selig
- Société de production : Selig Polyscope Company
- Société de distribution : Selig Polyscope Company
- Pays de production :  États-Unis
- Langue : muet, avec des intertitres en anglais
- Métrage : 390 mètres
- Format : Noir et blanc — 35 mm — 1,33:1 — Muet
- Genre : aventure, fantasy
- Durée : 13 minutes
- Date de sortie : 24 mars 1910

## Distribution
- Bebe Daniels : Dorothy Gale
- Hobart Bosworth : Wizard of Oz and King
- Eugenie Besserer : Aunt Em
- Robert Z. Leonard : Scarecrow
- Winifred Greenwood : Momba
- Lillian Leighton